# U-93
Unterseeboot 93 foi um submarino alemão do Tipo VIIC, pertencente a Kriegsmarine que atuou durante a Segunda Guerra Mundial.

## Comandantes
| Comandante         | Data                                         |
| ------------------ | -------------------------------------------- |
| Kptlt. Claus Korth | 30 de julho de 1940 - 30 de setembro de 1941 |
| Oblt. Horst Elfe   | 6 de outubro de 1941 - 15 de janeiro de 1942 |

## Subordinação
Durante o seu tempo de serviço, esteve subordinado às seguintes flotilhas:
| Período                                      | Flotilha                                  |
| -------------------------------------------- | ----------------------------------------- |
| 30 de julho de 1940 - 1 de outubro de 1940   | 7. Unterseebootsflottille (treinamento)   |
| 1 de outubro de 1940 - 15 de janeiro de 1942 | 7. Unterseebootsflottille (serviço ativo) |

## Operações conjuntas de ataque
O U-93 participou das seguinte operações de ataque combinado durante a sua carreira:
- Rudeltaktik West (8 de maio de 1941 - 26 de maio de 1941)
- Rudeltaktik Süd (22 de julho de 1941 - 5 de agosto de 1941)
- Rudeltaktik Schlagetot (23 de outubro de 1941 - 1 de novembro de 1941)
- Rudeltaktik Raubritter (1 de novembro de 1941 - 8 de novembro de 1941)
- Rudeltaktik Seydlitz (27 de dezembro de 1941 - 15 de janeiro de 1942)